# Centralny Ogród Zoologiczny w Pjongjangu

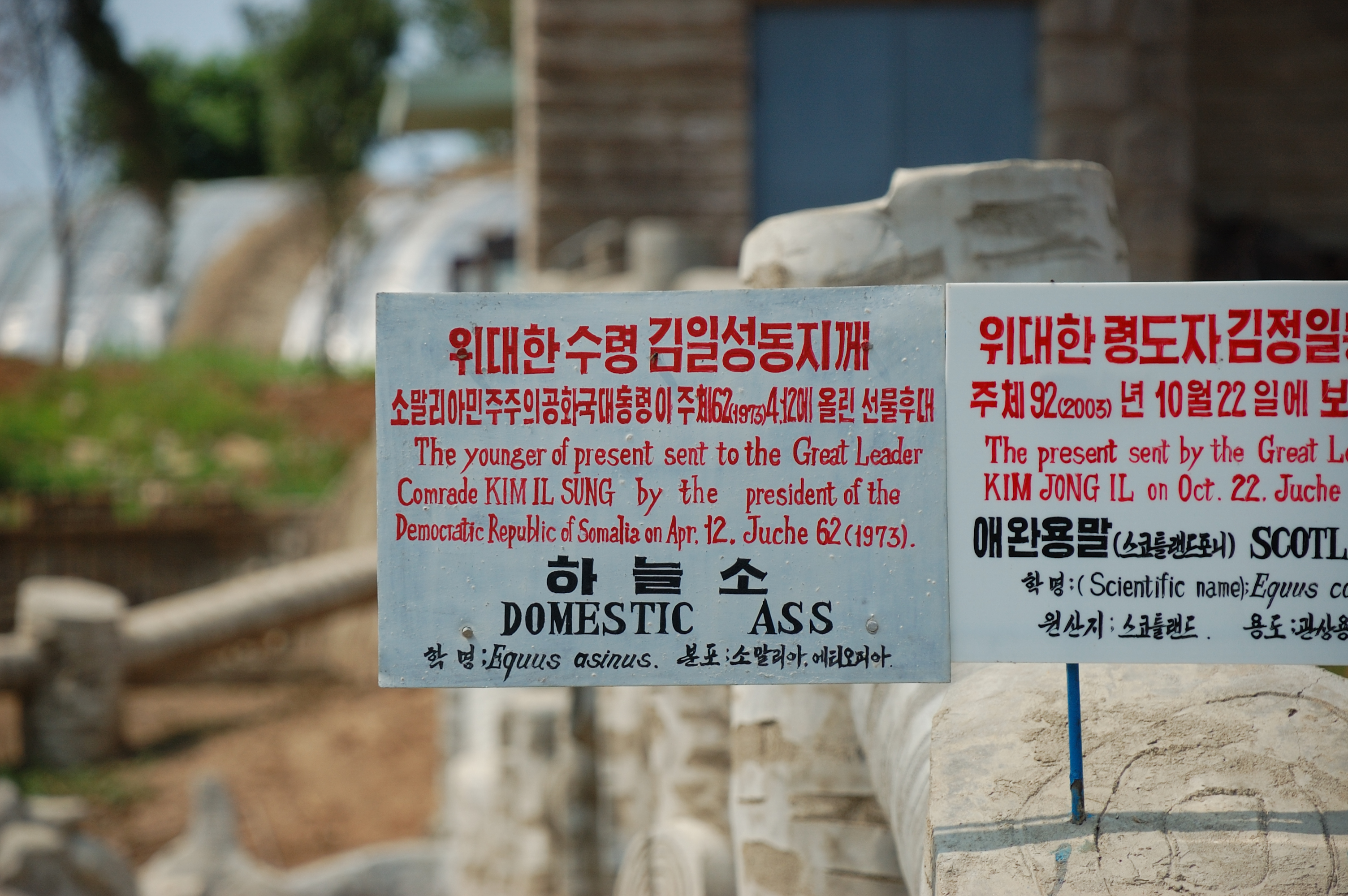
Jedna z tablic informacyjnych w zoo

Centralny Ogród Zoologiczny w Pjongjangu (kor. 조선중앙동물원) – ogród zoologiczny w Pjongjangu, jedyne zoo na terenie Korei Północnej (stan na 2013 rok). W ogrodzie zgromadzono ponad 5000 zwierząt, przedstawicieli 650 gatunków, przy czym wiele z nich to prezenty podarowane przez głowy innych państw (stan na 2014 rok).

## Położenie
Ogród zoologiczny znajduje się w północno-wschodniej dzielnicy Pjongjangu – Taesŏng. Zajmuje powierzchnię 270 ha.

## Historia
Zoo zostało założone w kwietniu 1959 roku z polecenia Kim Ir Sena. Na początku miało mieć jedynie 50 borsuków.
Jest to jedyne zoo na terenie Korei Północnej (stan na 2013 rok). Od kwietnia 2005 roku prowadzone są programy wymiany zwierząt z ogrodami w Korei Południowej.
W latach 2014–2016 ogród został wyremontowany w ramach programu Kim Dzong Una modernizacji stolicy. Ponowne otwarcie miało miejsce w lipcu 2016 roku. Na terenie zoo powstało muzeum historii naturalnej.

## Zwierzęta
W ogrodzie zgromadzono ponad 5000 zwierząt, przedstawicieli 650 gatunków, przy czym wiele z nich to prezenty od głów innych państw (stan na 2014 rok).
W 1959 roku komunistyczny przywódca Wietnamu Północnego Hồ Chí Minh podarował zoo słonia. Kolejne zwierzęta dali w prezencie przywódcy ZSRR, Chin, Mongolii, Zimbabwe i Tanzanii. Prezydent Korei Południowej Kim Dae-jung podarował Kim Dzong Ilowi dwa szczeniaki rasy jindo. W zoo trzymanych jest wiele psów, które cieszą się dużą popularnością wśród zwiedzających, ponieważ mieszkańcom Pjongjangu nie wolno było mieć psów w domach. Kim Dzong Un podarował zoo swoje psy rasy sznaucer i chihuahua, pudle oraz owczarki niemieckie.
Na terenie zoo znajduje się specjalny budynek „Dom Podarowanych Zwierząt”, gdzie trzymane są mniejsze zwierzęta, m.in. egzotyczne ryby podarowane przez sztokholmskie zoo Skansen i małpiatki. „Dom Podarowanych Zwierząt” znalazł się na północnokoreańskim znaczku pocztowym, wydanym 18 października 1986 roku.
W ogrodzie trzymane są również zwierzęta z terenu Korei, m.in. tygrysy, które nie występują już w Korei Północnej na wolności, lecz widywane są jeszcze w Koreańskiej Strefie Zdemilitaryzowanej.